# 1998 en Colombie-Britannique
Chronologie de la Colombie-Britannique
- 1994
- 1995
- 1996
- 1997
- 1998
- 1999
- 2000
- 2001
- 2002

Cette page concerne des événements qui se sont produits durant l'année 1998 dans la province canadienne de Colombie-Britannique.

## Politique
- Premier ministre : Glen Clark
- Chef de l'Opposition : Gordon Campbell du Parti libéral de la Colombie-Britannique
- Lieutenant-gouverneur : Garde Gardom
- Législature :

## Naissances

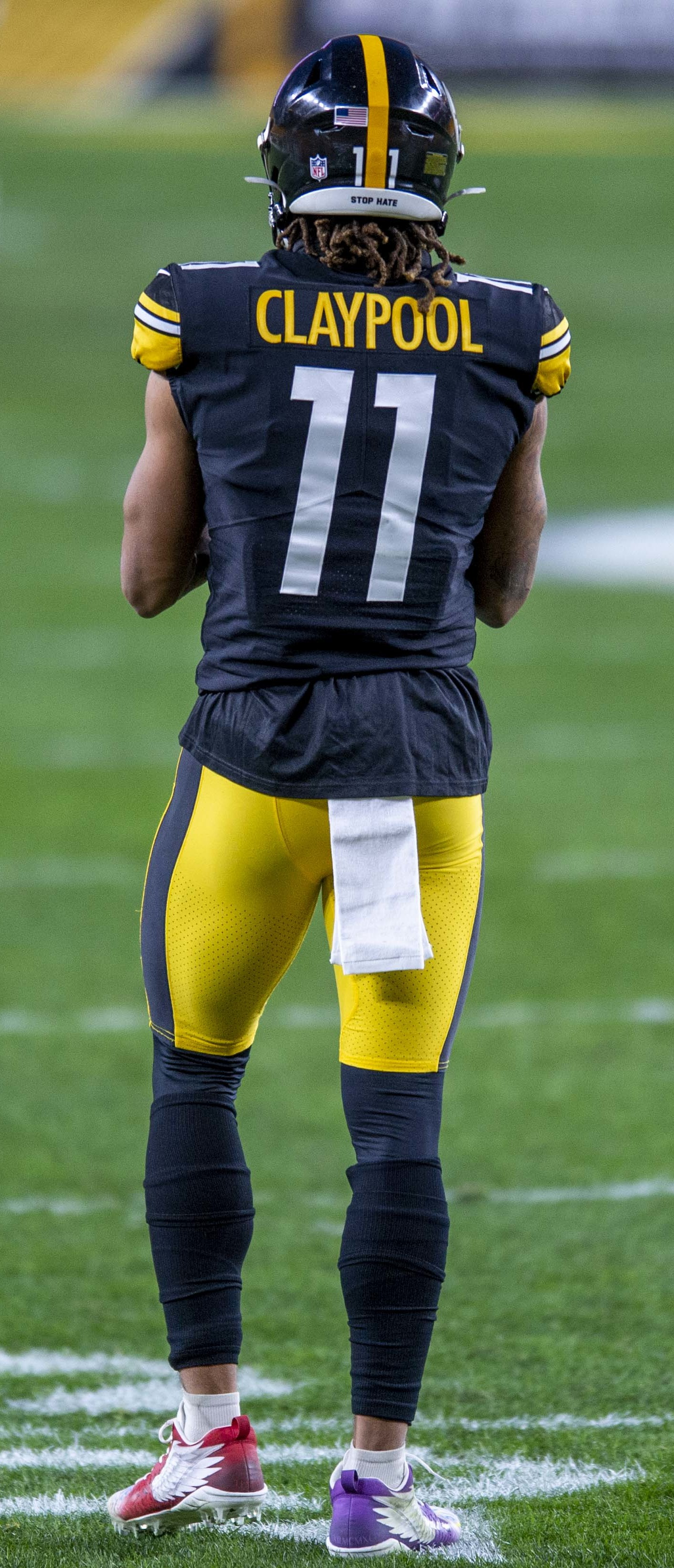

- 15 février : Dennis Cholowski, joueur de hockey sur glace.
- 20 juin à Coquitlam : Dante Fabbro, joueur professionnel canadien de hockey sur glace. Il évolue au poste de défenseur[1].
- 7 juillet à Abbotsford : Chase Claypool, joueur canadien de football américain. Il joue au poste de wide receiver pour les Steelers de Pittsburgh en National Football League (NFL).
- 20 juillet à Golden : Dillon Dubé, joueur professionnel canadien de hockey sur glace. Il évolue au poste d'attaquant.